# 1777 Gehrels
1777 Gehrels è un asteroide della fascia principale. Scoperto nel 1960, presenta un'orbita caratterizzata da un semiasse maggiore pari a 2,6254944 UA e da un'eccentricità di 0,0194130, inclinata di 3,15121° rispetto all'eclittica.
L'asteroide è dedicato all'astronomo olandese Tom Gehrels.